# Zastava Kameruna
Zastava Kameruna usvojena je 20. svibnja 1975.
Bivša zastava imala je dvije mjesto jedne zvijezde.
Okomito raspoređenje preuzeto je od kolonizatora Francuza.
Žuta predstavlja savane i sunce, zelena šume na jugu, a crvena uz zvijezdu jedinstvo.